# Jakub Hyman
Jakub Hyman (* 16. dubna 1984 Jablonec nad Nisou) je bývalý český sáňkař.
Startoval na Zimních olympijských hrách 2006, kde se umístil na 27. místě. O čtyři roky později skončil na zimní olympiádě 2010 na 28. příčce. Několikrát se zúčastnil světových šampionátů, jeho nejlepším individuálním umístěním je 30. místo na MS 2008 a 2012, v závodech družstev sedmá příčka na MS 2009. Závodní kariéru ukončil po sezóně 2011/2012.
Jeho bratr Ondřej je rovněž bývalým sáňkařem.